# کرم آتشی ریش‌دار
کرم آتشی ریش‌دار (نام علمی: Hermodice carunculata) نام یک گونه از تیره کرم‌های آتشی است.

## نگارخانه

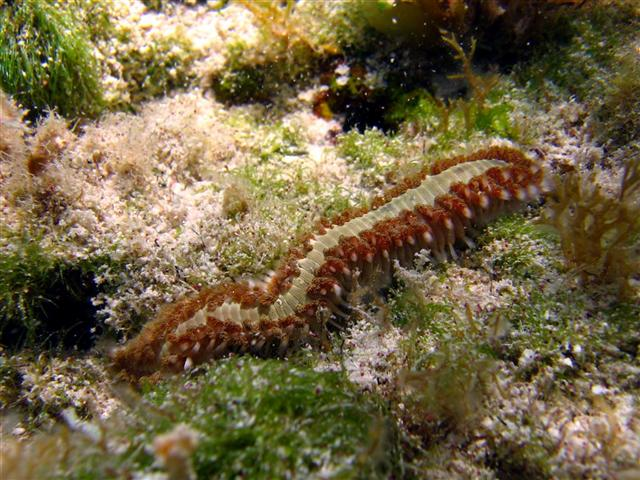
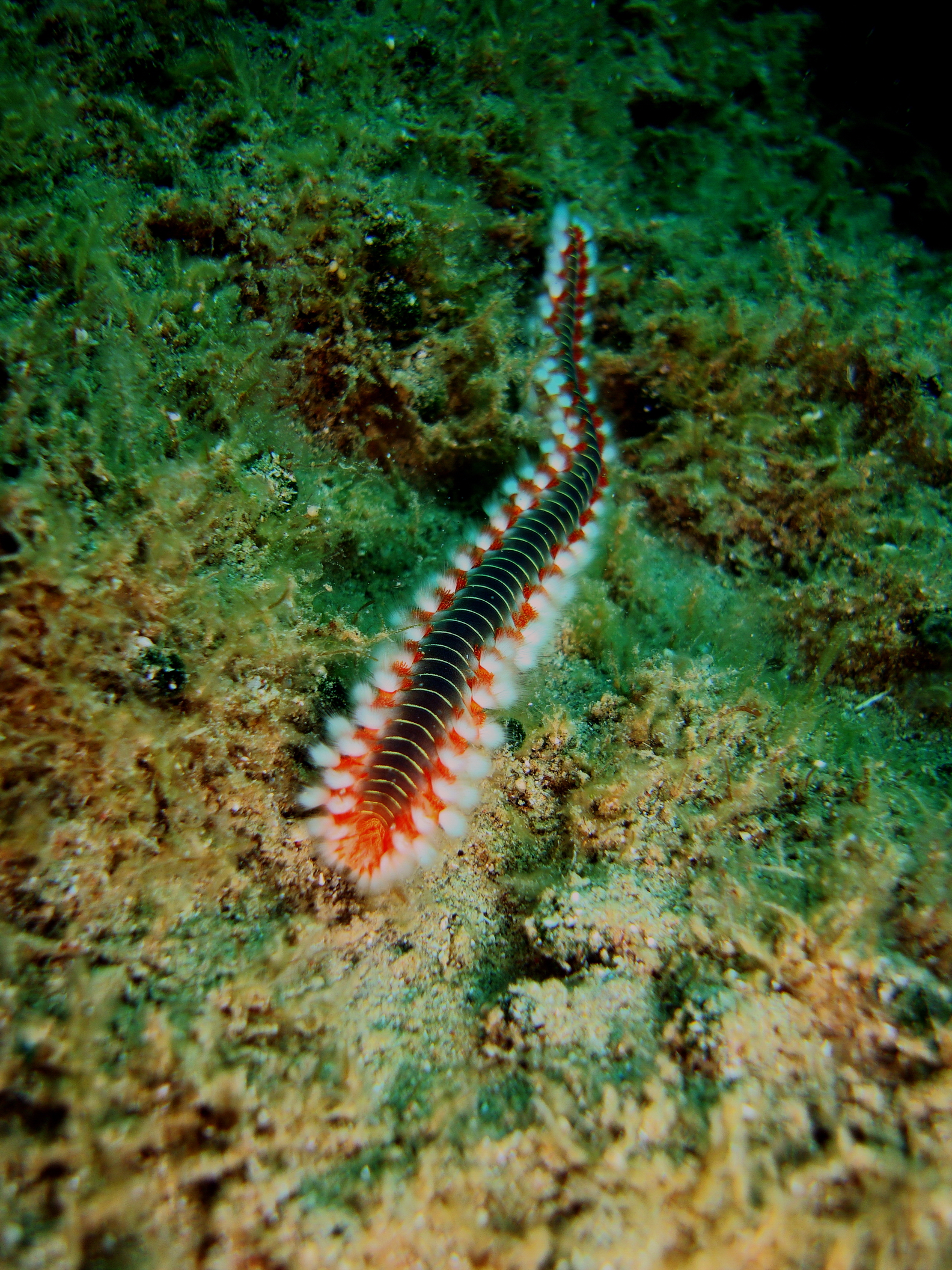